# Alekséi Panov
Alekséi Borísovich Panov (en ucraniano: Олексій Борисович Панов; Siromyátnikove, 15 de octubre de 1914 - 12 de septiembre de 1944) fue un piloto soviético que participó en la guerra civil española y en la Segunda Guerra Mundial, siendo nombrado Héroe de la Unión Soviética (1945).

## Biografía
Nació el 25 de abril de 1914 en el pueblo de Siromyátnikove de la gobernación de Kursk (hoy parte del raión de Konotop, óblast de Sumy) en una familia de campesinos rusos. Se graduó de la escuela primaria en su tierra natal, luego de séptimo grado en la ciudad de Konotop y de una escuela de aprendizaje de fábrica en una planta de reparación de locomotoras. Trabajó como carpintero y en 1932 ingresó en la Universidad de Kiev. En 1934 abandonó la universidad y con un billete del Komsomol entró en la escuela de aviación militar de Odesa, donde se graduó en 1936.
Panov llegó a España el 26 de marzo de 1938 para combatir en la guerra civil española para el bando republicano, alcanzando el grado de teniente mayor. Voló 10 misiones de combate y resultó gravemente herido el 5 de agosto de ese año, participando en las batallas del Ebro y Madrid.
A su retorno a la Unión Soviética, en 1939 se afilió al Partido Comunista de la Unión Soviética e 1939 ingresó en la Academia Militar Nikolai Zhukovsky de Mando y Navegación de las Fuerzas Aéreas, donde se graduó en 1941.
Panov estuvo combatiendo en los frentes de la Segunda Guerra Mundial desde junio de 1941. Luchó en los frentes de Leningrado, Voljov, Kalinin, Occidental, Sudoeste, Estepa, Noroeste y 1º de Bielorrusia.  Luchó en los frentes de Leningrado, Vóljov, Kalinin, frente occidental, frente suroeste, frente de la Estepa, frente noroeste y Primer Frente Bielorruso. En 1944, sirvió como comandante del 67º Regimiento de Aviación de Caza del Frente Central. En total, realizó 241 misiones de combate con éxito y en 41 batallas aéreas derribó 7 aviones enemigos personalmente y 8 en grupo. El 12 de septiembre de 1944, resultó gravemente herido en una batalla aérea y murió durante un aterrizaje forzoso y enterrado en Polonia.

## Premios
- Héroe de la Unión Soviética (23 de febrero de 1945).
- Orden de Lenin (23 de febrero de 1945)
- Cuatro órdenes de la Bandera Roja (1939, 1942, 1943, 1944).
- Orden de Alejandro Nevski (24 de agosto de 1943).
- Orden de la Guerra Patria (12 de diciembre de 1942).
- Orden de la Estrella Roja (26 de febrero de 1942).

## Memoria
En el pueblo de Gruzke, raión de Konotop, se erigió un cartel conmemorativo en honor a Alexéi Panov y en Konotop, en la fachada del edificio de la Escuela Profesional Superior, se ha instalado una placa conmemorativa en su honor.